# Ратна болница Коран
Ратна болница "Коран" у Палама била је прва болница која је почела да ради на Сарајевско-романијској регији током Одбрамбено-отаџбинског рата. Почела је да ради почетком априла 1992. године. Први порођај успјешно је обављен 4. априла 1992. године, а прва породиља била је Муслиманка.

## Историјат
У болници су радили српски љекари, не само војни љекари из Војне болнице у Сарајеву него и цивилни љекари и медицинско особље који су били принуђени од стране муслимана да напусте Сарајево. Болница је била смјештена у хотелски комплекс "Коран". За смјештај рањеника коришћен је велики ресторан хотела, операциона сала налазила се у простору гдје се налазио сто за билијар, интензивна њега у великој правоугаоној соби за конференције, физикална терапија у куглани и сл. Пријемна амбуланта била је у широком ходнику на споредном улазу, а у сусједним мањим просторијама биле су сала за мале интервенције и сала за ултразвук и радиолошку дијагностику.
Налазила се у непосредној близини линије фронта и често је била изложена дејству непријатељске артиљерије. Са друге стране близина фронта је била и предност јер се рањеним припадницима ВРС могла брзо указати стручна медицинска помоћ. Велики проблем за правилно функционисање ове болнице били су неадекватни услови за рад, посебно се то огледало у величини простора.
Болница је и географски и функционално дјеловала као централна болница, на њу су се ослањале друге ратне болнице са подручја Сарајевско-романијске регије. Уз болницу био је импровизовани хелиодром за транспорт рањеника хеликоптером, посједовала је малу мобилну фабрику раствора (инсталирану на камиону) која је производила растворе неопходне за несметано функционисање болнице. Ова мала фабрика налазила се на релативно сигурном мјесту и била је смјештена у Ватрогасном дому на Палама. Захваљујући томе ова установа није никада била у кризи са отопинама за инфузије и другим растворима којима су снадбијеване и болнице "Касиндол" и "Жица. Програмом производње раствора руководио је Ненад Пандуревић и пуконник магистар фармације Душан Ребрача. Основна опрема за рад болнице била је из комплета мобилних болница ЈНА, а тој опреми су током рата додавани разни неопходни апарати из донација појединаца или разних хуманитарних организација.
Према статистичким извјештајима, од почетка рата, априла 1992. године, до краја 1996, у болници је оперисано и хируршки обрађено више од 18.000 болесника и рањеника. Од тога, скоро 50% били су војници ВРС. Пошто су у болници радили високоспецијализовани кадрови, у оперативном програму су биле заступљене све хируршке области.За лијечење повријеђених коришћени су сви модерни оперативни методи, као што су спољни фиксатори код повреда костију, остеосинтезе, реконструкције повреда крвних судова у циљу реваскуларизације као и компликовани микроваскуларни оперативни захвати у смислу остео-миокутаних режњева, трансплантације коже, операције на абдомену, од "малих операција" слијепог цријева до радикалних ресекција, приликом уклањања бенигних и малигних тумора. У току рата у болници је урађен велики број операција на грудном кошу, укључујући и ресекције плућа, како због повреда тако и због малигних обољења. У болници је лијечен највећи број болесних и рањених, а само у појединим компликованим случајевима вршен је транспорт у Србију. За вријеме санкција, које је Србија увела Републици Српској, тај транспорт био је потпуно онемогућен, тако да су све врсте оперативних захвата из опште, грудне, пластично-реконструктивне хирургије, урологијее и гинекологије обављане у болници. У болници је током цијелог рата функционисало порођајно одјељење, које је водио проф. др Ђорђе Седлар са др Драгом Гајовић.Велики дио обавеза у лијечењу мале дјеце преузео је локални Дом здравља и примаријус др Стана Савић, а у болници, када је набављен инкубатор, др Мирјана Шошић. Инкубатор је болници поклонила супруга генерала Мајкл Роуза приликом њихове посјете овој болници.
Највећи проблем представљало је лијечење неурохируршких болесника и рањеника и највећи број таквих случај ева упућиван је у здравствене установе Србије. Током рата прегледано је приближно 100.000 болесних и рањених и од тог броја више од 65% били су цивили, а на лијечењу у болници боравило је преко 7.500 болесних и рањених. Са завршетком рата и оснивањем Клиничког центра Медицинског факултета, Ратна болница "Коран"престала је да ради, а цјелокупан персонал је наставио рад у новоформираној мирнодопској установи.
На иницијативу Борачке организације Пале и њиховом предсједнику Михајлу Парађини, у склопу обиљежавања 20-годишњице формирања ВРС и оснивања ратних болница Сарајевско-романијске регије постављањо спомен-обиљежја испред хотела "Коран" гдје се налазила ова болница.

## Медицинско особље
Први љекари у новоформираној болници били су из Војне болнице: др Миро Бабовић, ортопед, др Братислав Борковац, пластични хирург, др Ранко Суботић, дерматолог, др Радоје Додер,
интерниста, др Милица Спасојевић, радиолог, и професор Милован Шотра.
Од цивила из Универзитетског медицинског центра (УМЦ) у Сарајеву, од првог дана у болници су радили: проф. др Ђорђе Шућур, пластични хирург, прим. др Миладин Бабић, уролог, др Драган Калинић, грудни хирург, проф. др Ђорђе Седлар, гинеколог, др Драго Гајовић, гинеколог, др Зоран Иванов, др Снежана Милићевић, др Бато Дурсум, др Синиша Којић. Са погоршањем ситуације за Србе у Сарајеву, у болницу су пристизали и други: др Мирослав Кезуновић, трауматолог, проф. др Мирко Шошић, грудни хирург, прим. др Новица Ковачевић,
општи хирург, прим. др Обрад Ћеклић, општи хирург и трауматолог, прим. др Златица Ћеклић, интерниста, и многи други.
У болници је, сем хирургије, интерне, дерматовенерологије, била развијена радиолошка дијагностика и ултразвук, коју је водила др Милица Спасојевић. Неуропсихијатрију је водио прим. др Миломир Ђерић, стоматологију је водила др Нада Шиник, анестезиологију др Младенка Шћекић и др Жељко Радан. У болници више од три године, као добровољац из Холандије, боравила и радила као фармацеут мр ph. Јени Лигтенберг (Јеnnу Ligtenberg), која је била и организатор бројних донација у лијековима и материјалу.
Успјешном раду ове здравствене установе допринијело је и друго медицинско и немедицинско особље.